# رابرا (لغة برمجة)

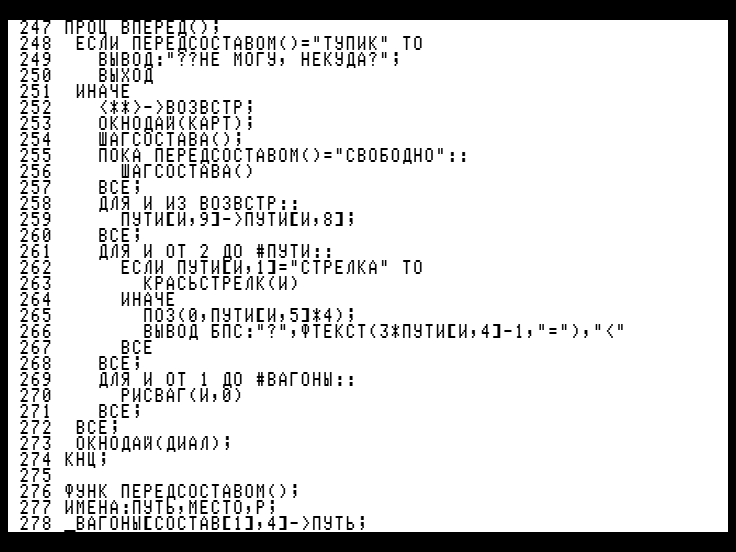

يطلق اسم رابرا أيضا على T-12 antitank gun.
رابرا (Rapira) (بالروسية:Рапира) هي لغة برمجة إجرائية تعليمية طورت من قبل الاتحاد السوفيتي وطبقت على حاسوب أغات ،PDP-11 clones وهي (Electronika، DVK، سلسلة BK) وIntel-8080/Z80 clones وهي (Korvet). كانت لغة تفسير بنظام دينميكي ووبنية عالية المستوى. أحتوت اللغة في الأساس على مجموعة من الكلمات الروسية، لكن تم إضافة الإنجليزية ومولدوفا فيما بعد. وكانت أكثر اناقة وأسهل في الاستخدام من تطبيقات باسكال في ذلك الوقت.
كما تندرج هذه اللغة ضمن لغات البرمجة المهيكلة.
أستخدمت رابرا في المدارس السوفيتية لتعليم برمجة الحواسيب. تضمنت بيئة البرمجة محرر النصوص وو مصحح مدمج.
برنامج بسيط:
```
ПРОЦ СТАРТ()
    ВЫВОД: 'Привет, мир!!!'
КОН ПРОЦ
```

نفس البرنامج، لكن باستخدام الكلمات الإنجليزية (كما ورد في المقال أدناة):
```
proc start()
     output: 'Hello, world!!!';
end proc
```

أعتمد أيديولوجية رابرا على عدة لغات منها POP-2 وSETL، مع تأثر قوي بـ ألغول.

## وصلات خارجية
- وصف رابرا في أرشيف أندري إرشوف's archive